# Agnes von Bohlen
Anna Luise Agnes von Bohlen (* 11. Dezember 1829 in Königsberg i. Pr.; † 8. November 1905 in Kensington, London) war eine deutsche Pädagogin und Übersetzerin literarischer Werke aus dem Englischen.

## Leben
Agnes von Bohlen war die Tochter des Professors für Orientalische Literatur Peter von Bohlen und dessen Ehefrau Anna Barbara von Bohlen, geborene von Martial.
Agnes von Bohlen bestand im März 1850 die Prüfung an der 1841 von Alberti gegründeten Bildungsanstalt für Lehrerinnen in Marienwerder. Sie arbeitete dann als Erzieherin und Kindermädchen und schließlich als Deutschlehrerin in London und lebte dort mit einer Halbschwester Clara Schumanns, Clementine Bargiel (1835–1869), zusammen.
Sie gehörte zu den bürgerlichen Frauen, die mit ihren privaten Korrespondenzen und veröffentlichen Schriften dazu beitrugen, das Thema Kindererziehung und Familie im gesellschaftlichen Diskurs mit zu gestalten. Von ihr stammt Das Buch der Mutter für Haus und Erziehung, eine Sammlung von Texten klassischer Dichter und Denker, Schriftsteller und Schriftstellerinnen, die sie in einen systematischen Zusammenhang brachte. Kessinger Publishing brachte 2010 ein Reprint des Buches heraus.
Später übersetzte sie lyrische Werke englischsprachiger Autoren ins Deutsche, zu denen sie eine Einleitung schrieb. Der Übersetzung der Gedichte von Oliver Goldsmith stellte sie eine biografische Skizze des Autors voran.
Von Bohlen starb 1905 im Alter von 75 Jahren in ihrem Wohnort im Londoner Stadtteil Kensington.

## Schriften

### Werke
- Das Buch der Mutter für Haus und Erziehung. Anthologie herausgegeben von Agnes von Bohlen. Verlag Julius Springer, Berlin 1859 (2., durchges. Aufl. 1866).[9]
  - Reprint der Ausgabe von 1866, Kessinger Publishing, 2010, ISBN 978-1-167-64901-1.

### Übersetzungen
- Oliver Goldsmith:  Der Wanderer und Das verlassene Dorf. Berlin 1869.
- Edgar Allan Poe: Der Rabe. In: Westermanns Monatshefte. 1870.
- Alfred Tennyson: In Memoriam. Zum Gedächtnis. Berlin 1874 (Digitalisat).